# سوثيدا
سوثيدا (بالتايلندية: สุทิดา)‏ من مواليد 4 يونيو 1978، هي زوجة فاجيرالونغكورن ملك مملكة تايلاند. وهي الزوجة الرابعة للملك. قبل الزواج كانت تعمل مضيفة طيران.